# Mario Lusiani
Mario Lusiani (né le 4 mai 1903 à Vescovana et mort le 3 septembre 1964) est un coureur cycliste italien. Lors des Jeux olympiques de 1928 à Amsterdam, il a remporté la médaille d'or de la poursuite par équipes avec Cesare Facciani, Giacomo Gaioni et Luigi Tasselli.

## Palmarès
- 1921
  - 3e du Tour de Lombardie amateurs
- 1926
  - La Popolarissima
  - Giro del Piave
  - Tour de Lombardie amateurs
- 1927
  -  Champion d’Italie indépendants
  - Coppa Caivano
- 1928
  -  Champion olympique de poursuite par équipes (avec Cesare Facciani, Giacomo Gaioni et Luigi Tasselli)
- 1934
  - 2e de Milan-Mantoue